# Pica paret
El pica paret, també anomenat un, dos, tres, pica parets o un, dos, tres botifarra de pagès, és un joc tradicional en què n'hi ha un que para, posat de cara a la paret, i els altres han de mirar d'acostar-se-li fins a aconseguir tocar-lo sense que els vegi en moviment. Quan el que para, d'esquena als altres, diu «un, dos, tres, pica paret», els altres se li han d'acostar. Quan ha acabat de dir-ho, es gira i comprova que tothom estigui quiet. Si algú es mou o «ensenya les dents» —és a dir, si riu—, ha de tornar al principi. Quan toquen el que la para, ell intenta atrapar els altres, que es poden salvar si arriben al principi sense que els hagi tocat. Aquell a qui ha atrapat primer és qui ara para.